# Малюнки Джакомо Кваренгі

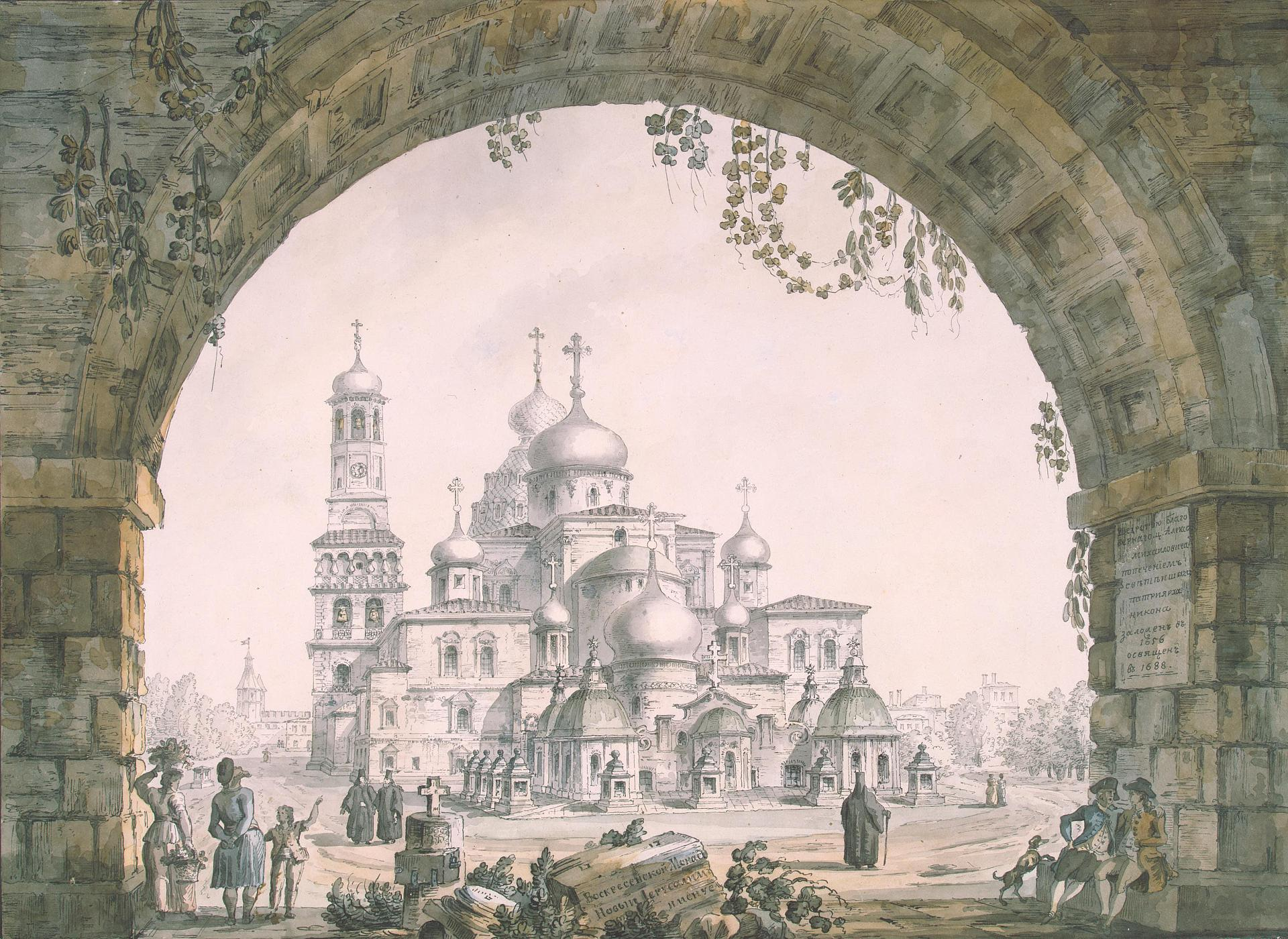
Дж. Кваренгі, малюнок з собором в Ново-Єрусалимському монастирі, місто Істра під Москвою.

Малюнки Джакомо Кваренгі — самостійна галузь творчості відомого російського архітектора, італійця за походженням, котра охопила декілька десятиліть його творчості і майже не перетиналась з його креслениками.

## Джакомо Кваренгі, особливості обдарування
Життя і діяльність Джакомо Кваренгі (1744—1817) збіглися зі зміною стилістики пізнього італійського бароко на класицизм та його різновид — палладіанство. Як архітектор-практик, Кваренгі представник того покоління, котре безумовно обрало класицизм і залишалось його прибічником впродовж всього творчого шляху.
На художні смаки митця-початківця значно вплинули трактати Андреа Палладіо (1508—1580). Сам Кварнгі так описував власний захват від рекомендацій свого уславленого попередника — 
| ... Небу завгодно було, аби в руки мої випадково потрапив Палладіо в одному з найкращих видань. Ви ніколи не повірите, яке враження справило на мене це видання. Тоді я усвідомив, що мав повне переконання в тому, бо обрав ( до цього випадка ) неправильний напрямок в навчанні.[1] |
Юнак перетворився на молодика і в 24 роки був налаштований досить радикально, бо записав 
| ...Треба викинути геть вже засвоєні настанови... Спалити всі зроблені кресленики... Необхідно було вступити на інший шлях, аби досягти чогось вдалого |.
Палладіо радить вивчати твори Вітрувія — і той стає авторитетом і для Кваренгі. Палладіо вважав античну архітектуру Стародавнього Рима зразковою, бо за його уявою давньоримські архітектори ніколи не відхилялись від деяких базових настанов і законів у власній архітектурній практиці. Тепер Кваренгі кидається вивчати античні руїни і залишки давньоримських споруд, аби усвідомити ці вже вироблені базові закони, засвоїти і дотримуватись їх у власній практиці.
Навіть в цьому проглянув перший недосконалий принцип нової хвилі європейського класицизму, який ідеалізували його прибічники 18 століття. До недоліків стилю класицизм і його нащадка академізму належить приреченість до постійних повторів вироблених зразків, швидке падіння в стеріотипні рішення, консервація вироблених рішень. Доходило до механічного, некритичного переносу вже створених проєктів із однієї кліматичної зони до іншої. Серед таких прикладів — копії італійської вілли Ротонда — в Британії, Палладіїв міст в парку Царського Села тощо. Міст був скопійований з проєкту Андреа Палладіо архітекторм В. Неєловим і вибудований в 1772—1774 роках. Реакцією на помірковану, малоемоційну архітектуру класицизму стають романтичні течії — псевдоготика, шинуазрі, туркоманія, єгиптоманія, що охопили практично всі країни Західної Європи. Це і дозволяло досягти різноманітності і відійти від нудного, монотонного використання одноманітних колонад, трикутних фронтонів, портиків, однакових що в Британії, що в Росії, що в Бразилії тощо.
Тому недоліком проєктних рішень Кваренгі будуть і монотонність, і малоемоційність його архітектури, і некритичний перенос вже створених проєктів із однієї кліматичної зони до іншої. Пласкі і невисокі дахи зі спекотної Італії — не пристосовані до умов північних країн. Так, в Швеції і Росії з їх суворими зимами і снігопадами, такі дахи погано відводять воду і довго утримують сніг. Довгі анфілади сприяють протягам і логічно сприяють хворобам мешканців. Нарешті, давньоримська архітектура — чужорідне явище на землях, не охоплених давньоримською цивілізацією і не підтримане національною традицією. Палладіанство — штучне в Російській імперії — не спиралось на національну архітектурну традицію і обслуговувало лише привілейовані стани суспільства в їх гонитві за модними європейськими зразками. В Італії важко формувалась традиція ансамблю. Тому в містах мало ансамблів і є безліч окремо вибудованих цікавих споруд, мало пов'язаних з архітектурним оточенням. Джакомо Кваренгі так і не опанував майстерність побудови ансамблю і в Російській імперії, в практиці залишився архітектором цікавих, але окремо побудованих споруд. Особливо цей прорахунок освіти Кваренгі висвітлило будівництво петербурзької Біржі на Василівському острові. Вибудована Біржа ніяк не була пов'язана з оточенням, ігнорувала важливі аспекти сприйняття з берегів Неви, не була вписана ні в який ансамбль. Біржа Кваренгі не використовувалась, пізніше була вщент зруйнована. А саме будівництво було марною витратою державних коштів. І лише прихильність імператриці позбавила його судового позову і покарання. Помилки і прорахунки Кваренгі виправив француз-архітектор Тома де Томон, котрий і вибудував нову, вдалу Біржу, бо був майстром ансамблів і монументальних архітектурних образів непалладіанського напрямку.

## Невдалий учень художника Менгса

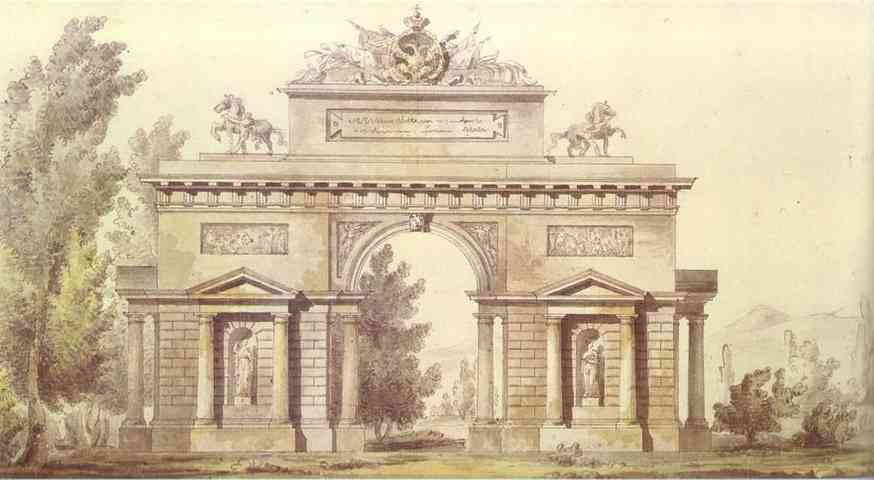
Дж. Кваренгі. Триумфальна арка, проєкт-малюнок. Третьяковська галерея, Москва.

Як всі юнаки, Кваренгі мав власний період пошуків себе в цьому світі. І первісно обрав кар'єру художника, для чого прибув в Рим. Художню освіту він почав опановувати в майстерні відомого римського художника Антона Рафаеля Менгса (1728—1779), мандрівного майстра, німця за походженням. Бажаючи зробити кар'єру надвірного художника, Менгс прийняв запрошення від короля Іспанії Карла III Бурбона і відбув у Мадрид. Фактично Кваренгі був покинутий напризволяще. Аби продовжити обране навчання, Кваренгі перейшов в майстерню другорядного художника, земляка. Ним був Стефано Поцци (1707—1768) В майстерні Поцци Кваренгі практикував три роки і залишився прихильником малювання на все життя. До Поцци в майстерню приходило чимало архітекторів. Спілкування з ними перейшло в приязнь і до архітектури. Це вплинуло на зміну планів Кваренгі, котрий покинув живопис і почав завзято опановувати будівельні технології та архітектуру. Його вчителі на цьому етапі — П'єр Паоло Санезе (1708—1776), а потім француз Антуан Дерізе (1697—1768), другорядні і малоцікаві. Постійні переходи з однієї майстерні до іншої, а, головне, відсутність дійсно значущого педагога, не сприяли отриманню Джакомо Кваренгі систематичних навичок ні в живопису, ні в архітектурі. Досить строгу оцінку освіти Кваренгі дав мистецтвознавець І. Е. Грабарь 
| Архітектор, такий несхожий на інших, напівхудожник, напівбудівник, напівархеолог, що провчився половину життя і готовий навчатися далі — чи то фанатик, чи то маніяк |
Але ательє художників і архітектурні майстерні Рима були цілком пристосовані для малювання, котре охоче і розвинув митець-початківець. Архітектурні споруди в пейзажному оточенні і стануть головними мотивами практично всіх малюнків Кваренгі — від точних краєвидів до архітектурних фантазій чи швидких замальовок.

## Малюнки на продаж і для себе

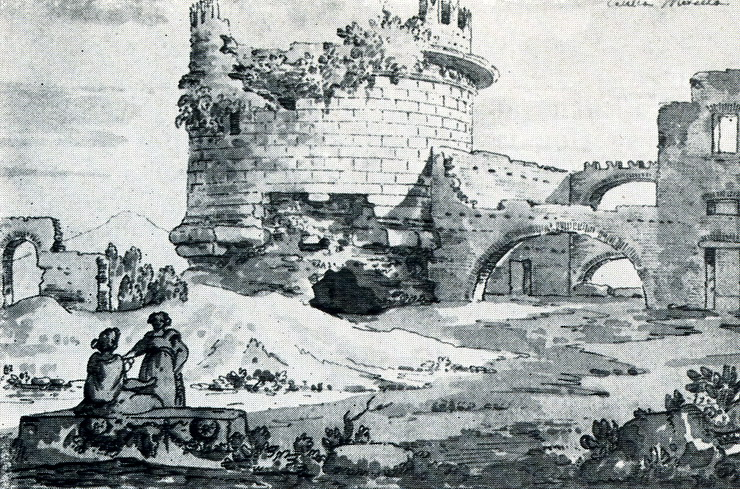
Дж. Кваренгі. «Мавзолей Цецилії Метелли, Рим.»
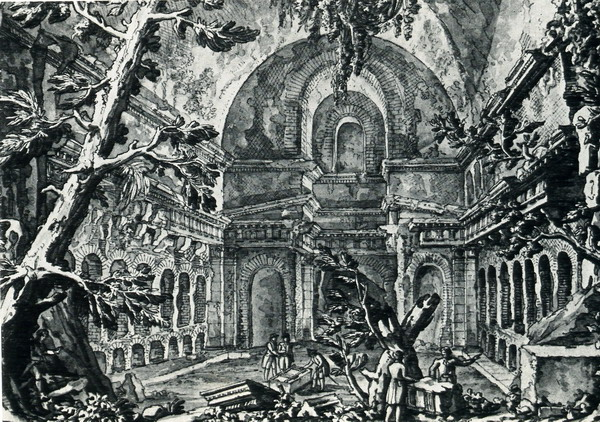
Дж. Кваренгі. «Малюнок-фантазія в стилі Піранезі»
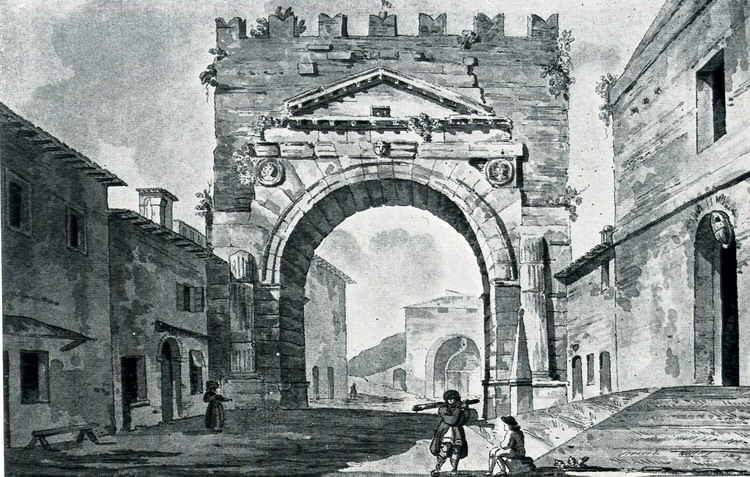
Дж. Кваренгі. «Ріміні, арка імператора Августа»
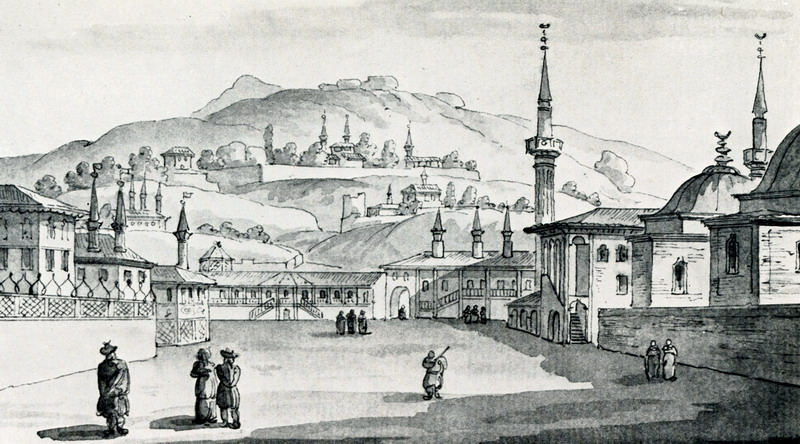
Дж. Кваренгі.« Бахчисарай»

Минав час, майстер змужнів, але так і не виборов сталої кар'єри та сталих джерел прибутків. У нагоді стало малювання. Кваренгі малював постійно і часто, а в періоди безгрошів'я працював платним гідом і робив малюнки на продаж. Їх охоче купували іноземні багатії-візитери, особливо британці, котрі таким чином прикрашали власні кабінети і мистецькі збірки.
В малюнках Кваренгі ніяк не відбивались драматичні сцени побуту бідноти, якими рясніло життя в Італії. Вони штучно очищені від повсякденних турбот і негараздів, яких мав чимало і сам митець. Три речі в малюнках Кваренгі не цікавлять завжди —
- люди (в більшості з них це схематичний стаффаж, аби приборкати безлюдь малюнкових краєвидів)
- небо (воно або безхмарне, або хмари схематичні, що робило малюнки монотонними)
- дерева (у нього це схематичні рослини, ботанічну приналежність яких неможливо розпізнати, ніби тополі, ніби кипариси, пінії в проєкті для Швеції, де вони ніколи не росли та ін.) Це якась штучна країна, де відсутні буревії, погана погода і рабство. На спорудах, правда, збережені сліди руйнацій і недбалості людей, але все прибране і руїни подано ідеалізовано і приємно для ока.

Джакомо Кваренгі підходив до власних малюнків як архітектор. Саме архітектурні споруди і головують в його малюнках, як в краєвидах Італії, так і замальовках Лазурного берега, в замальовках Бахчисарая, в краєвидах Петербурга та його околиць.

## Малюнки Петербурга та його околиць

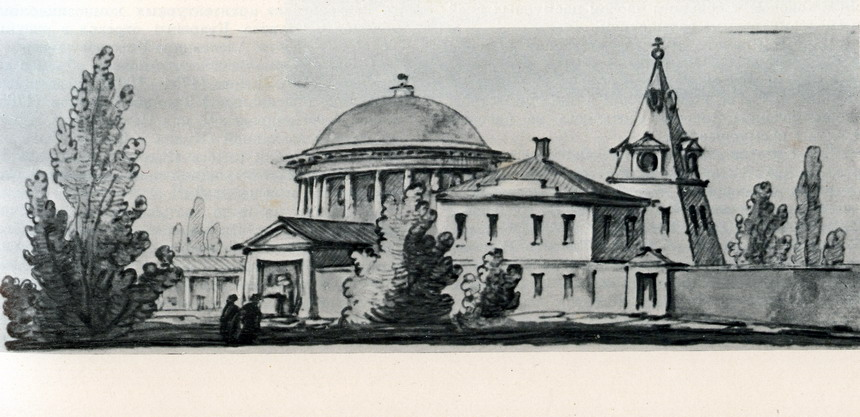
Троїцька церква на околиці Петербурга.

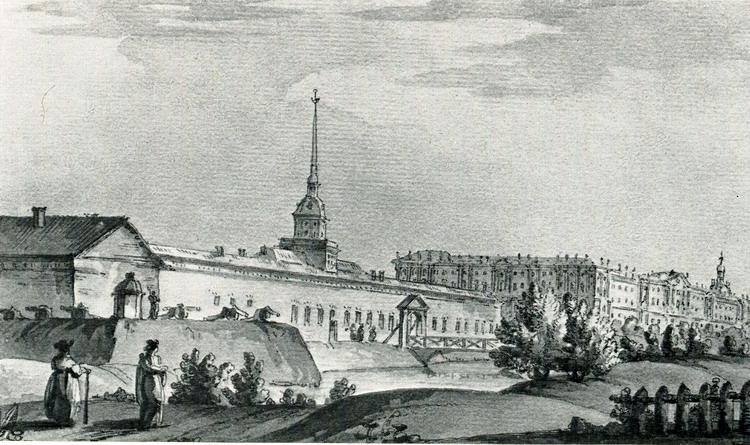
Старе Адміралтейство (до перебудов А. Захарова).
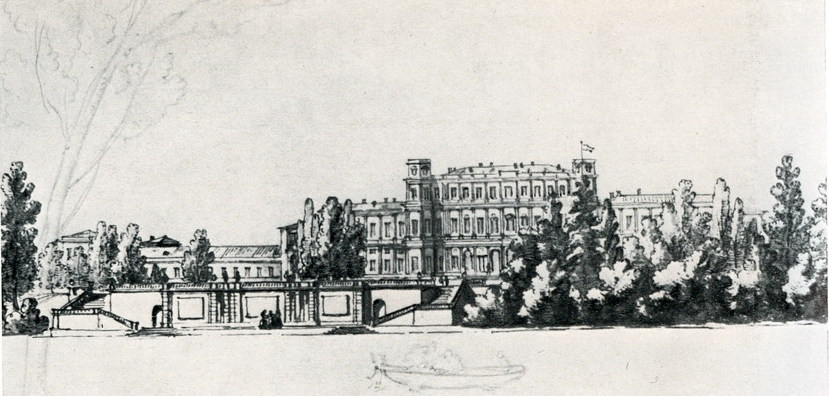
Великий Гатчинський палац.
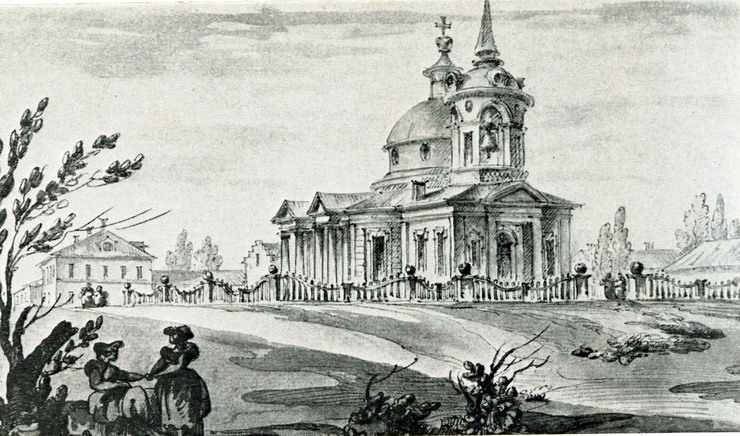
Садиба Гостилиці, церква Св. Трійці.
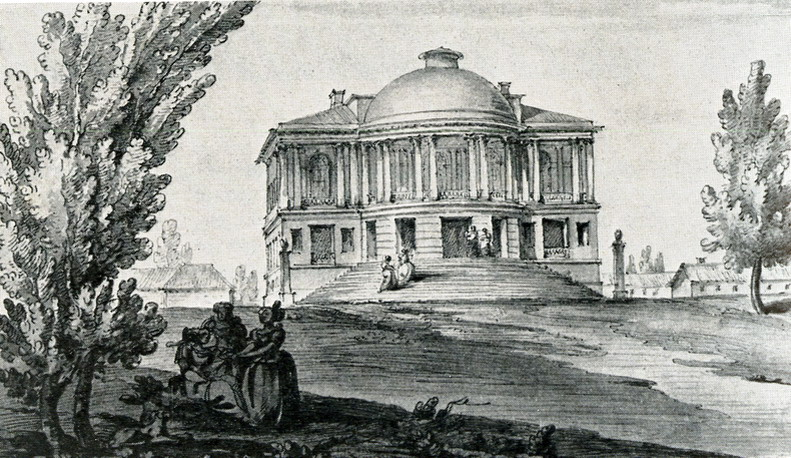
Садиба Гостилиці, палац Розумовського під Петергофом.
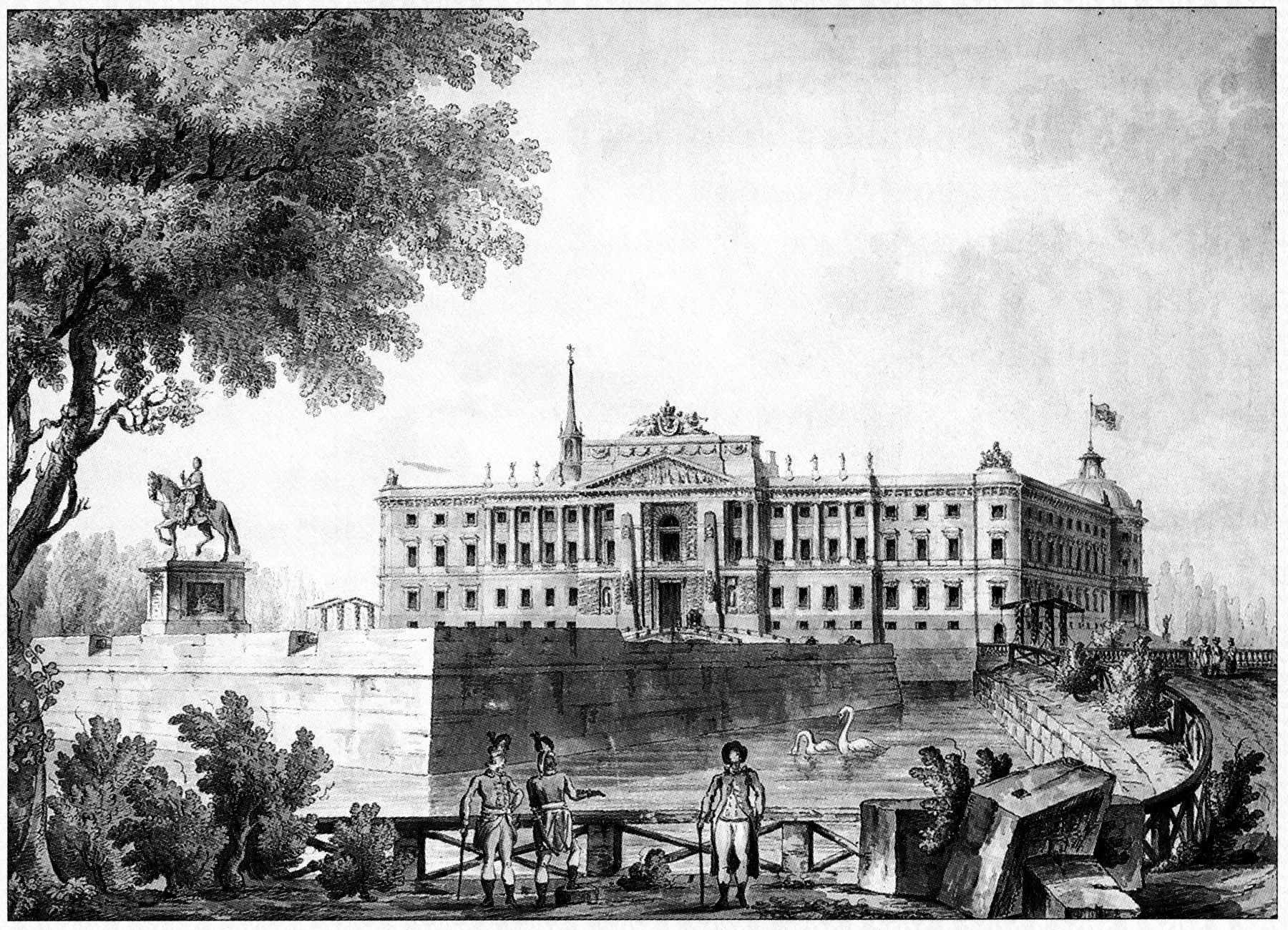
Інженерний замок, Петербург.

Значна кількість малюнків Кварегі — малюнки подорожні. Він багато малював в подорожах по Італії, супроводжуючи британських візитерів. Низка малюнків виконана в Бергамо, на батьківщині. Власними малюнками Кваренгі зафіксував і власний маршрут в Росію, звідси краєвиди турецьких на той час міст в східному Середземномор'ї та в Бахчисараї.
Малюнки надовго стануть засобом архітектора вжитися в нову для нього ситуацію в Росії. Він охоче фіксував незвичні для нього російські храми, важливі державні споруди в Петербурзі та його околицях. Ретельно придивлявся новоприбулець і до споруд, побудованих тут до нього, не оминаючи споруд Антоніо Рінальді (Великий Гатчинський палац), архітектора Миколи Львова («Троїцька ц-ва на околиці Петербурга»), Павловськ і його павільйони, де працював Чарльз Камерон, Баболовський палац в Царському Селі, пишну садибу Гостилиці Розумовського неподалік Петергофа і сам Петергоф. Візити в Москву відбились з замальовках споруд і храмів Кремля, славетної церкви Успіння на Покровці 17 століття, споруд занедбаного на той час села Коломенське, монастиря в містечку Істра.

## Декор інтер'єрів

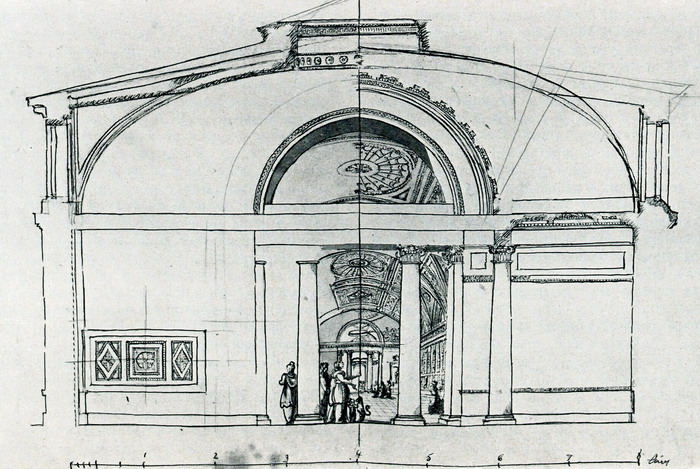
Дж. Кваренгі. Проєкт інтер'єру картинної галереї.

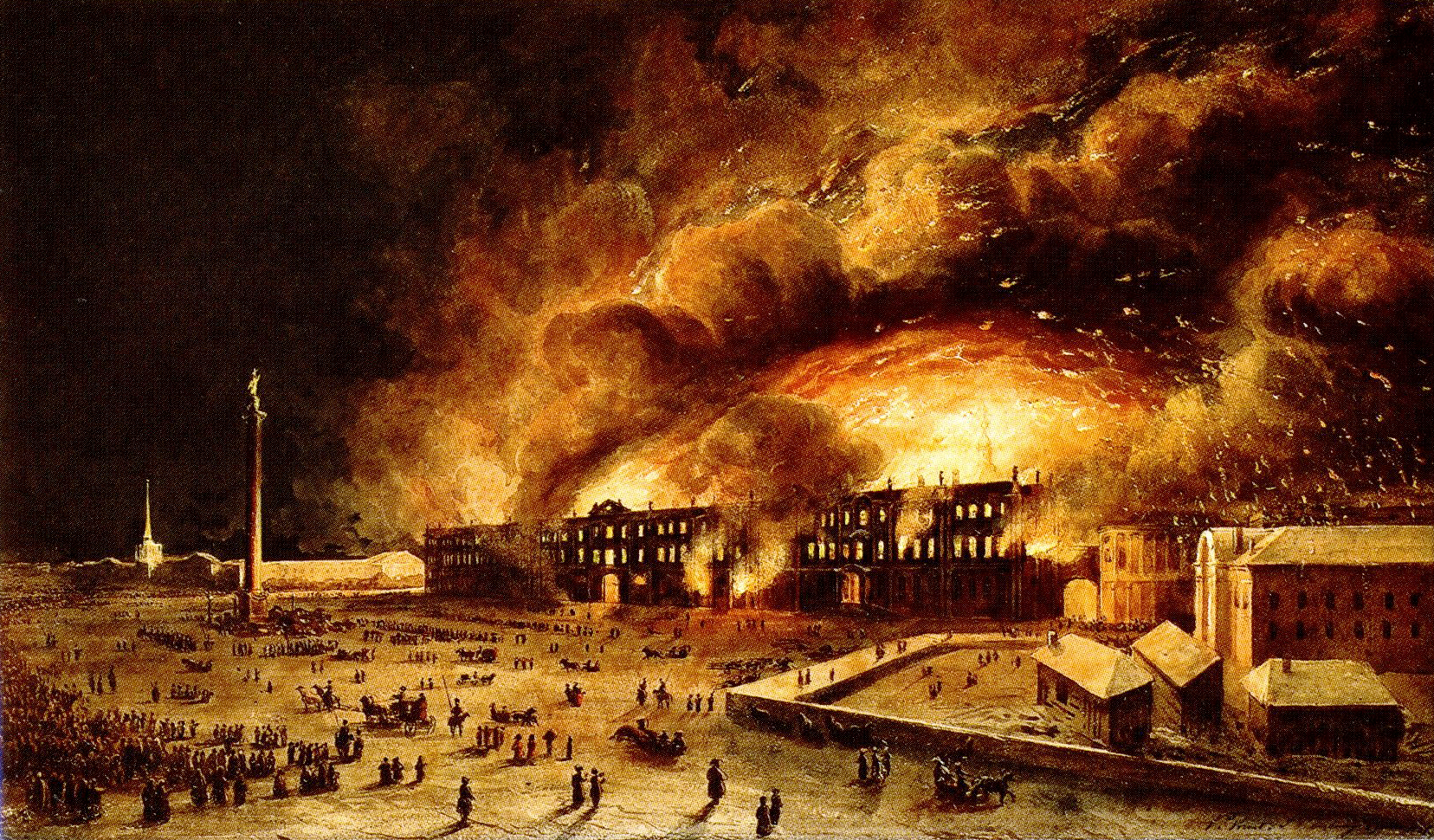
Худ. К. Ж. Верне. «Пожежа Зимового палацу».

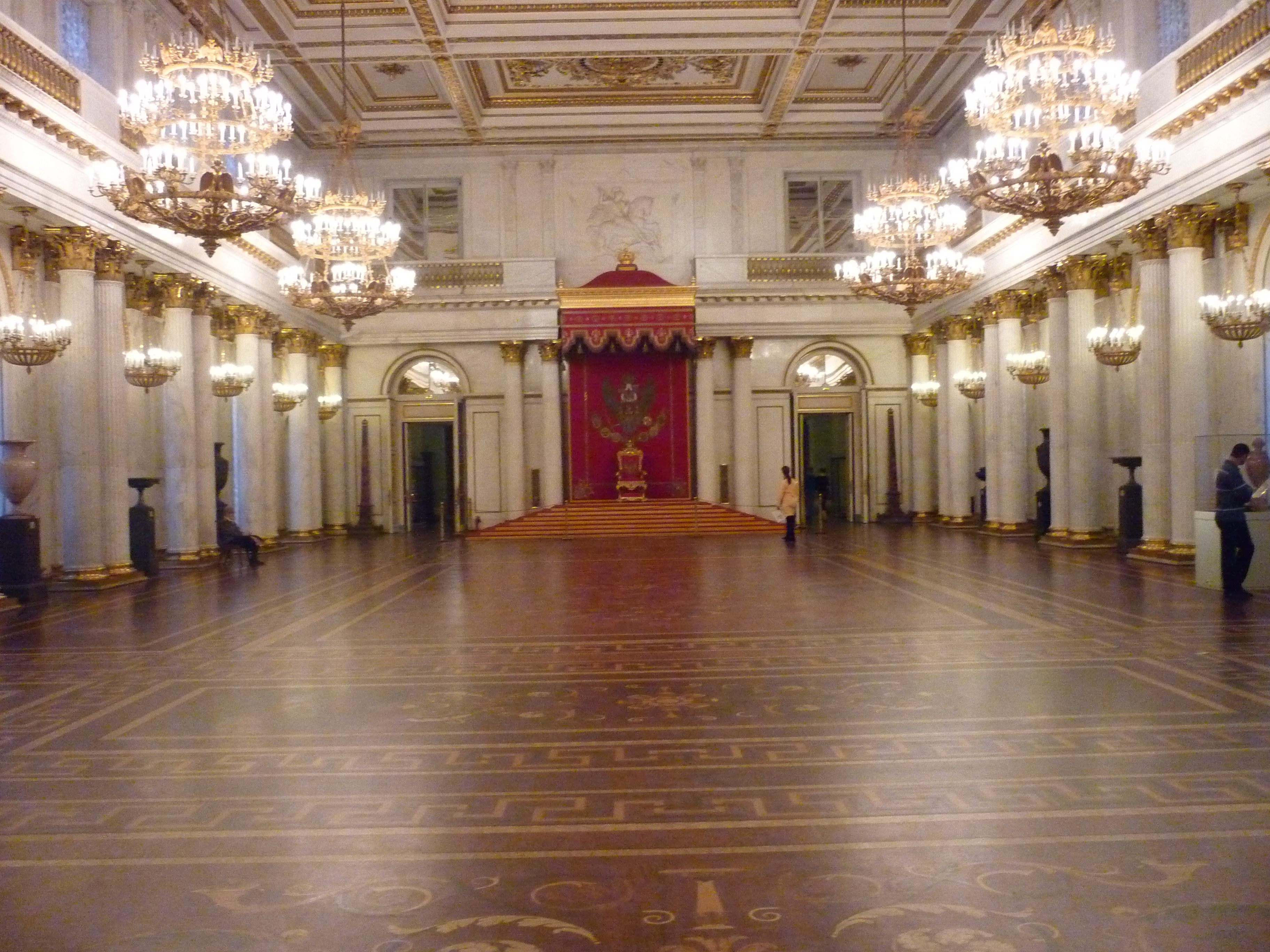
Георгіївська зала, фото 2011 р.

Доля архітектора склалась в Петербурзі напричуд вдало через приязнь до італійця Катерини II. Він отримав посаду припалацового архітектора і був завалений новими замовами, від проєктів державних установ для столиці (Ассігнаційний банк, Олександрівський палац, Ермітажний театр, споруда Академії наук) до проєктів нових садиб чи гостиного двору в місті Іркутськ, куди відіслали його проєкт. Єдина вибудована споруда в Москві — Старий гостиний двір.
Але італійця залучили і до створення інтер'єрів в новомодному класичному стилі. Інтер'єри 18 століття — це декор стін, скульптура і рельєфи, ліплення, фрески, грізайль і живопис олійними фарбами, люстри з бронзи чи кришталю, паркети. Імператриця прихильно надала Кваренгі право визвати з Італії яких потрібно майстрів-декораторів та ремісників. Як дизайнер інтер'єрів Джакомо Кваренгі попрацював ще в Італії. Серед його грандіозних творів цього періоду — врівноважений інтер'єр в церкві Св. Схоластики в Субіако для братів-бенедиктинців. Ті заборонили чіпати і перебудовувати старі, ще середньовічні мури храму. Тому новий інтер'єр в стилі дуже стриманого палладіанства він вибудував в середньовічній коробці. Всі засоби пишного декорування були зосереджені лише в архітектурному вівтарі, вирішеному як напівротонда з колонами, скульптурами та рельєфами в нішах, з кессонами давньоримського зразка в склепінні.
В Зимовому палаці Петербурга він працюватиме в тих же умовах — Катерина II заборонили йому чіпати і перебудовувати старі стіни споруди Вартоломея Растреллі. Але з новою бригадою італійських декораторів Кваренгі створив нову анфіладу зал, котра починалась відразу від пишних Іорданських сходів. Архітектор запроєктував і забезпечив реалізацію анфілади з Малим аванзалом, Великим аванзалом та Концертною залою невського фасаду. В Малому аванзалі використано симетричний, врівноважений декор класицизму з ліпленням та кольоровими панелями. Але архітектор не забув про палацове призначення анфілади і використав золоте тло за алегоріями та в рамі барокового ще плафона.
Декоративні елементи нарощували поступово і найбільш пишно оздобили Концертну залу. Тут мало пласких деталей, зате використані колони і кругла скульптура, котрі надзвичайно підсилили урочистість і велич палацової зали. Анфілада з трьох залів була знищена під час пожежі в Зимовому палаці 1837 року і частково відтворена архітектором В. Стасовим. Серед інших вдалих зразків дизайну інтер'єрів слід назвати декор Георгієвської зали Зимового палацу, глядацької зали Ермітажного театру, Східну галерею і Кабінет Малого Ермітажу, декор Мальтийської каплиці Воронцовського палацу в Петербурзі.

## Дизайн надгробків

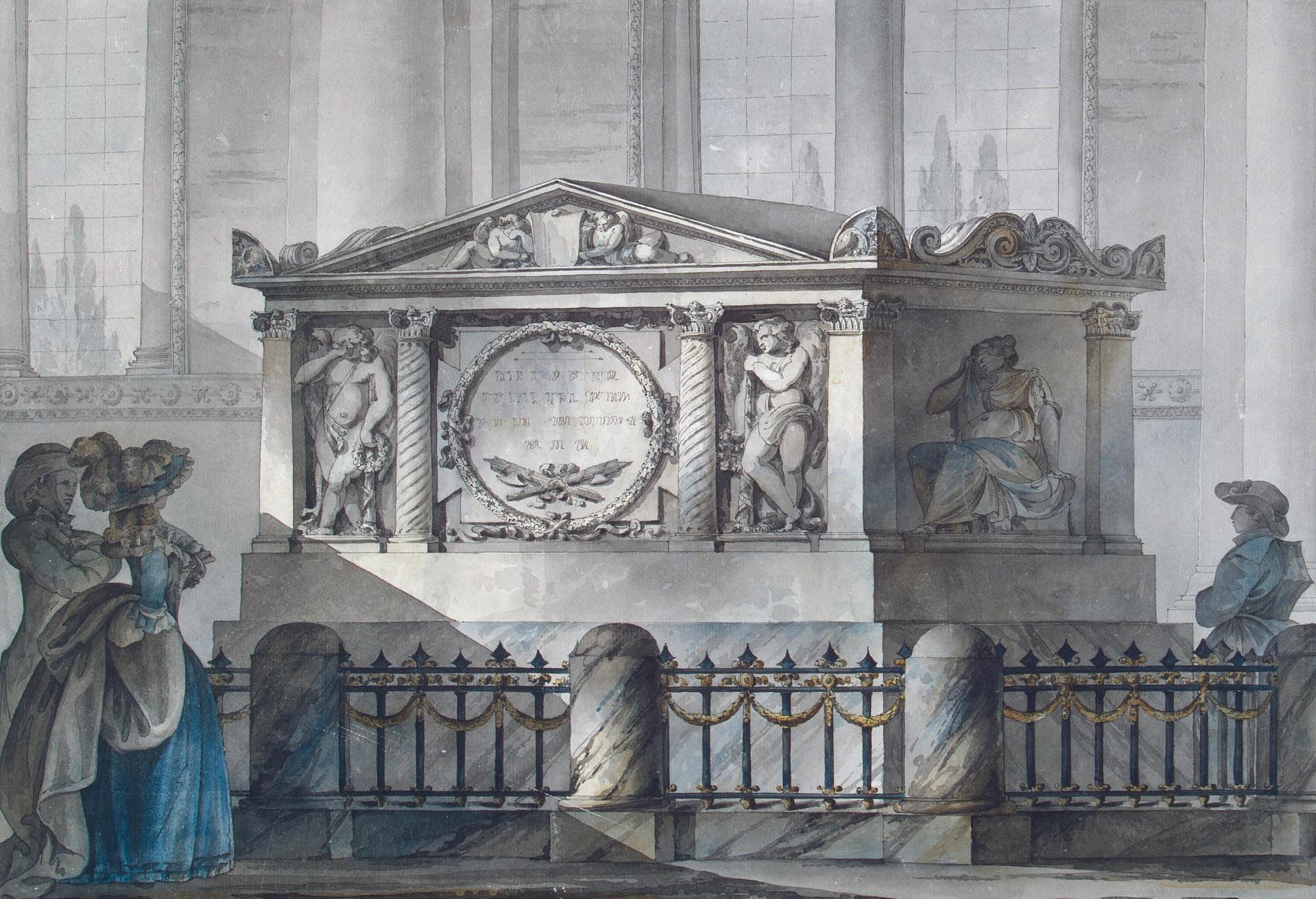
Дж. Кваренгі. Надгробок Самуеля Грейга, малюнок. Таллін, 1790 р. Ермітаж

Вивченню творчого спадку Джакомо Кваренгі сприяють його спогади в листах, листи його сучасників і прижиттєві біографи (серед останніх — Рафаеле Парето, Джованні Петріні). Свідоцтва про працю митця і його замови залишили також мандрівники-іноземці, серед яких англійський священик Джонс Торп. У Кваренгі взагалі склалися досить тісні зв'язки з мандрівниками-багатіями, візитерами з Британії. Мав Кварегі і росіянина-біографа Н. П. Петрова в 19 ст., котрий 1872 р. надрукував довідку про архітектора. Більш конкретну статтю про архітектора дав І. Е. Грабарь на початку 20 ст.
Кваренгі досяг зрілості, але не мав сталих джерел прибутку і бідував. Тому Кваренгі охоче показував власні малюнки всім охочим, що сприяло його саморекламі і приваблювало замовників, що прагнули дешево розмістити замови на архітектурні споруди чи декоративно-ужиткові речі. Джакомо Кваренгі був вимушений братись за будь-які проєкти.
Рим наприкінці 1760-х відвідав ірландський скульптор Кристофер Юкстон. Через нього Кварегні отримав замови на споруди для двох англійських панів. Він робив ескізи камінів і навіть складських приміщень. Не дивно, що Кваренгі звернувся і до створення надгробків. Приятелювання з римським сенатором Абондіо Реццоніко сприяло замові на проєкт надгробка папи римського Климента XIII, котрий доводився дідом сенаторові Реццоніко. Так, через шведського скульптора Т. Сергеля, що перебував в Римі, він отримав замову на проєкт надгробка померлого Фрідріха II, батька короля Швеції Густава III. Саркофаг виконували каменярі в Римі, після чого відправили до Стокгольма. В десятиліття перебування в Росії Кваренгі був причетний до створення саркофага Самуеля Грейга, встановленого в Талліні (1790 р.) Головний фасад надгробка Грейга нагадував невеликий античний храм, прикрашений трикутним фронтоном та рельєфами.

## Кваренгі і театральні споруди

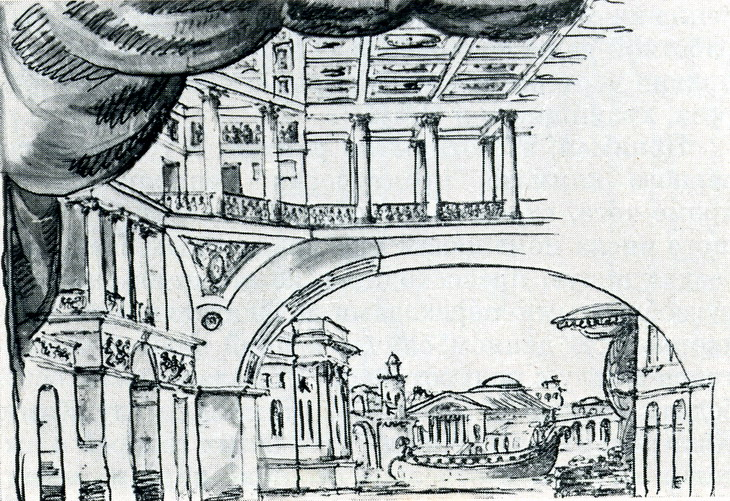
Джакомо Кваренгі. Ермітажний театр, проєкт завіси.

Вісімнадцяте століття в Європі — це століття захоплення театром.
Приятелювання з римським сенатором Абондіо Реццоніко сприяло також цікавій замові на проєкт театра для провінційного містечка Бассано. І не провина молодого архітектора в тому, що замову не реалізували. Італія стрімко котилася до політичної та економічної кризи, тому будівництво повсякчасно скорочувалось чи припинялось взагалі. Але Кваренгі зацікавився ідеєю. Про пошуки в цьому напрямку свідчить кресленик «Ідея королівського театра», котрий зберігає музей міста Бассано.
Припалацовий театр передбачав Кваренгі і в власному проєкті царської резиденції для Катерини II в містечку Пела. Нечасто, але іноді архітектор наважувався відступити навіть від обов'язкової в класицизмі симетрії побудови. Джакомо Кваренгі наважився 1785 р. в проєкті для Пели перевершити самого себе і створив абсолютно асиметричне розпланування палацу з окремим кухонним корпусом по діагоналі (кресленик зберігає бібліотека імені Маї, Бергамо). Але імператриця надала перевагу дійсно величному проєктові Івана Старова.
Але доля сприятиме реалізації театрального проєкту Кваренгі в Петербурзі. Ним став Ермітажний театр.

## Натуралізація в Російській імперії
Джакомо Кваренгі обрав російське громадянство, коли північну Італію захопили вояки Наполеона і був виданий наказ повернути всіх італійців-заробітчан на батьківщину. Кваренгі проігнорував наказ Наполеона і обрав другою батьківщиною Російську імперію. Помер в Петербурзі і був похований на Волковому іноверчеському цвинтарі в російській столиці.

## Доля творчого спадку в малюнках

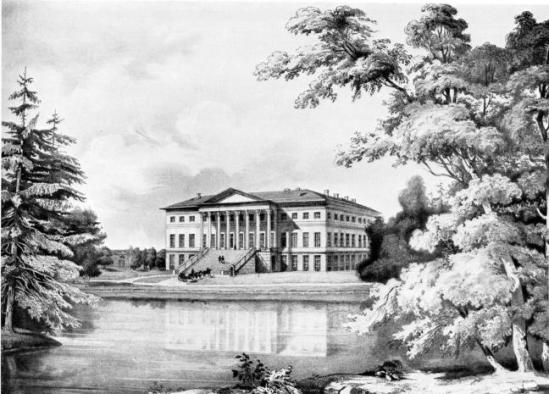
«Англійський палац». літографія К. К. Шульца, середина 19 ст.

Доля творчого спадку Джакомо Кваренгі в малюнках була більш вдалою, ніж доля його реалізованих споруд. Особливо драматичною стала доля його садибних палаців. Садиба Завадовского Ляличи (нині — Брянська область) з парком пейзажного типу і вибудованими оранжереями, павільйонами та копаним ставком. Оригінали креслеників Кваренги зберігають в Бергамо (Італія) та в Швеції. Але садиби давно нема. Дивна садиба Хотень Камбурлея М. І. (нині Харківська область) Кресленики садибних споруд зберігає Ермітаж. Г. Г. Грімм вважав садибу в Хотені — серед цікавіших в Російській імперії. Але вона знищена вщент. Англійський палац в Петергофі для імператриці Катерини II. Мав парк пейзажного типу, створений садівником із Британії Джеймсом Медерсом. Побудова за проєктом Кваренгі 1779 р., добудови в 1787 р. Генплан садиби імператриці зберігають в Бергамо (Італія), кресленики в Швеції (Стокгольм) та в Петербурзі… Не існує з війни 1941-1945 рр. і не відновлена на початок 21 століття.
Малюнки Кваренгі давно розійшлися світом. Їх зберігають як в приватних колекціях, так і в державних музеях. Значна частина малюнків потрапила в Італію — в музеї замку Сфорцеско (Мілан, більше ста), в Академії Каррара (Бергамо), в містах Рим, Венеція, Саббіонета, Бассано. Серед європейських музеїв малюнки Кваренгі утримують Королівський інститут британських архітекторів (Лондон), галерея Альбертіна (Відень), Національний музей (Варшава), Державний архів Мюнхена, бібліотека королівської Академії мистецтв в Стокгольмі тощо.
В Росії малюнки зосереджені в Ермітажі, їх має Музей архітектури імені Олександра Щусєва, Державна Третьяковська галерея, музей історії Петербурга, музей-садиба Архангельське тощо.